# Hampus Lindholm
Hampus Lindholm (ur. 20 stycznia 1994 w Helsingborgu) – szwedzki hokeista, reprezentant Szwecji.
Inny szwedzki hokeista Elias Lindholm (ur. 1994, obaj występowali w kadrach juniorskich kraju) nie jest z nim spokrewniony.

## Kariera
- Jonstorps IF J18 (2008–2010)
- Jonstorps IF J20 (2010)
- Rögle J18 (2010–2011)
- Rögle J20 (2010–2012)
- Rögle BK (2011–2012)
- Norfolk Admirals (2012–2013)
- Anaheim Ducks (2013-2022)
- Boston Bruins (2022-)

Wychowanek klubu Jonstorps IF, którego zawodnikiem był do 2010. Od 2010 do 2012 grał w Rögle, w tym seniorskich szwedzkich rozgrywkach Elitserien. W KHL Junior Draft w 2012 został wybrany przez Donbas Donieck. Wkrótce po tym w drafcie NHL z 2012 został wybrany przez Anaheim Ducks. W tym samym roku wyjechał do USA i od 2012 do 2013 grał w lidze AHL. Po zakończeniu sezonu, w kwietniu 2012 został włączony do kadry Anaheim Ducks. W październiku 2016 przedłużył kontrakt z klubem o sześć lat. W marcu 2022 został przetransferowany do Boston Bruins.

## Sukcesy
Reprezentacyjne
- Srebrny medal mistrzostw świata juniorów do lat 18: 2012
- Złoty medal mistrzostw świata: 2018

Klubowe
- Awans do J18 Div.1: 2009 z Jonstorps IF J18
- Srebrny medal TV-Pucken: 2010 z Jonstorps IF 20
- Brązowy medal J20 SM: 2012 z Rögle J20
- Awans do Elitserien: 2012 z Rögle BK

Indywidualne
- Sezon J20 SuperElit 2011/2012: najlepszy obrońca
- Mistrzostwa świata do lat 18 w hokeju na lodzie mężczyzn 2012/Elita: jeden z trzech najlepszych zawodników reprezentacji